# 罗伯特·沃尔德 (音频工程师)
罗伯特·沃尔德 （英語：Robert Wald，1948年9月5日—），美国音频工程师。他因电影机械战警提名奥斯卡最佳音响效果奖。
自1976年起，沃尔德参与了近50部电影电视节目的制作。

## 部分影视作品
- 机械战警 (1987)[1]